# Anobothrus bimaculatus
Anobothrus bimaculatus är en ringmaskart som beskrevs av Fauchald 1972. Anobothrus bimaculatus ingår i släktet Anobothrus och familjen Ampharetidae. Inga underarter finns listade i Catalogue of Life.